# Joseph Fulchiron
Joseph Fulchiron (11 juin 1744 à Lyon - 20 juillet 1831 à Lyon) est un banquier et homme politique français.

## Biographie
Banquier à Paris, avec une succursale à Lyon, où il jouissait d'une grande influence, il fait partie d'une députation du commerce envoyée au Directoire en décembre 1797 pour lui proposer l'ouverture d'un emprunt destiné à faciliter une descente en Angleterre. L'emprunt est décidé, et Fulchiron est l'un des commissaires particuliers désignés pour présider à cette opération.
En 1800, il soutient un procès retentissant contre l'ancien conventionnel Courtois (de l'Aube), qui l'accusait de l'avoir frustré de ses droits comme membre d'une société de fournitures formée en prairial an III. Fulchiron répondit que Courtois n'avait rien à réclamer, attendu qu'il avait reçu divers cadeaux, « montant à 232 000 livres, pour les bons offices qu'il avait rendus à la société comme membre du comité de sûreté générale. »
Il remplit à Lyon, avant et après la Révolution, plusieurs fonctions municipales et administratives.
Le 10 août 1810, il est appelé par le Sénat conservateur à représenter au Corps législatif le département du Rhône ; il y siège jusqu'à la fin de l'Empire.
Il est le père de Jean-Claude Fulchiron.

## Sources
- « Joseph Fulchiron », dans Adolphe Robert et Gaston Cougny, Dictionnaire des parlementaires français, Edgar Bourloton, 1889-1891 [détail de l’édition]